# روبرت إي. مايرز
روبرت إي. مايرز (بالإنجليزية: Robert E. Myers)‏ هو منتج أسطوانات وشخصية أعمال وملحن أمريكي، ولد في 22 مارس 1912، وتوفي في 12 مارس 1976.